# Katalysator (kemi)
 For alternative betydninger, se Katalysator. (Se også artikler, som begynder med Katalysator)
En katalysator er en substans, der øger hastigheden af en kemisk reaktion uden selv at blive omdannet eller forbrugt ved reaktionen. En katalysator er derfor medspiller i en reaktion, men er hverken en reaktant eller et produkt. Katalysatorens opgave er at få reaktionen til at forløbe via en alternativ mekanisme med lavere aktiveringsenergi, hvilket får reaktionen til at forløbe hurtigere. Dette gør det muligt for stoffer, der ellers ikke ville have reageret, at undergå reaktion. Tilstedeværelsen af en katalysator påvirker ikke den kemiske ligevægt, kun hastigheden hvormed ligevægten indstiller sig.
Det globale marked for katalysatorer blev i 2010 estimeret til 29,5 milliarder amerikanske dollar.

## Typer af katalysatorer
Katalysatorer inddeles i homogene, heterogene og biologiske katalysatorer.
- Homogen katalysator: Er i samme fase som reaktanterne, f.eks. opløst i en væske.
- Heterogen katalysator: Er i en anden fase end reaktanterne. Katalysatoren kan f.eks. være en overflade af metal og reaktanterne gaspartikler, der adsorberes på metaloverfladen og reagerer med hinanden.
- Biologisk katalysator: Biomolekyler med katalytisk funktion, f.eks. enzymer. Velkendte enzymer er vaskepulver-enzymer, som anvendes dagligt af alle mennesker. Et andet velkendt enzym er osteløbe, der meget tidligere blev kommercialiseret af danskeren Chr. Hansen.

## Eksempler
- Katalysatorer i biler indeholder grundstofferne platin og rhodium. De spalter bl.a. NO (kvælstofoxid) til N2 og O2. NO er ellers meget stabil og vil tage lang tid at komme af med. For benzinbiler over 2000 cm³ har katalysator været lovpligtigt siden 1. oktober 1989, og for øvrige benzinbiler siden 1. oktober 1990. Katalysatoren skal være en såkaldt 3-vejs-reguleret, der udover NO også reducerer indholdet af CO (kulilte) og kulbrinter i udstødningen.

- Katalysatorer til bioplastik er blevet udviklet af danske forskere på Haldor Topsøe og DTU. En ny og enkel metode involverer en porøs uorganisk katalysator med forskellige metalatomer som titan, tin og zirconium i porerne. Katalysatoren omdanner sukkermolekyler som sukrose, glukose og fruktose til mælkesyre, der er udgangspunkt for fremstilling af bionedbrydelig plastik.[1]